# Osmerus mordax
Osmerus mordax är en fiskart som först beskrevs av Mitchill, 1814.  Osmerus mordax ingår i släktet Osmerus och familjen norsfiskar.

## Underarter
Arten delas in i följande underarter:
- O. m. dentex
- O. m. mordax